# محلة عمو البقال
محلة عمو البقال من المناطق التي تتألف منها مدينة الموصل القديمة - الواقعة على الضفة الغربية لنهر دجلة. وتقع بين أربع محلات سكنية هي الاحرار وباب النبي وحوش الخان وسوق الصغير. وهي من اصغر المحلات السكنية مساحة.

## أصل التسمية
نسبة إلى بقال وحيد كان طاعناً في السن، يناديه الأطفال بـ «عمو البقال»، فسمّيت المحلّة باسمه.

## معالمها
- مسجد عمو البقال
- مسجد المدرس، ويعرف أيضا بمسجد الحاج يوسف الصباغ.[3]

## أعلام سكنوا هذه المحلة
- الشيخ عبد الله الربتكي المدرس (ت 1159 هـ - 1746 م) وهو من أشهر علماء الموصل في القرن 12هـ/18م.[3]